# 黒笹駅
黒笹駅（くろざさえき）は、愛知県みよし市黒笹町にある、名鉄豊田線の駅である。駅番号はTT04。

## 歴史
- 1979年（昭和54年）7月29日 - 開業。当時は無人駅[1]。
- 1984年（昭和59年）3月20日 - 7時 - 19時のみ駅員が配置される[1][2]。
- 2003年（平成15年）10月1日 - トランパス使用開始に伴い駅集中管理システム導入、無人化[2]。
- 2006年（平成18年）4月1日 - エレベータ設置。
- 2011年（平成23年）2月11日 - ICカード乗車券「manaca」供用開始。
- 2011年（平成23年）5月7日 - 三好ヶ丘第三特定土地区画整理事業の換地処分に伴い、町名・番地変更。
- 2012年（平成24年）2月29日 - トランパス供用終了。

## 駅構造
相対式2面2線ホームの高架駅である。駅集中管理システムが導入された無人駅で、豊田市駅から遠隔管理されている。
駅の西（米野木駅側）には愛知池を跨ぐ愛知池橋梁（全長256m）が架橋されており、安全のため風速計が設置されている。そのため、強風時の折り返し運転用に渡り線が設置されている。

### のりば
| 番線 | 路線      | 方向 | 行先                     |
| ---- | --------- | ---- | ------------------------ |
| 1    | TT 豊田線 | 下り | 豊田市ゆき               |
| 2    | TT 豊田線 | 上り | 赤池・伏見・上小田井方面 |

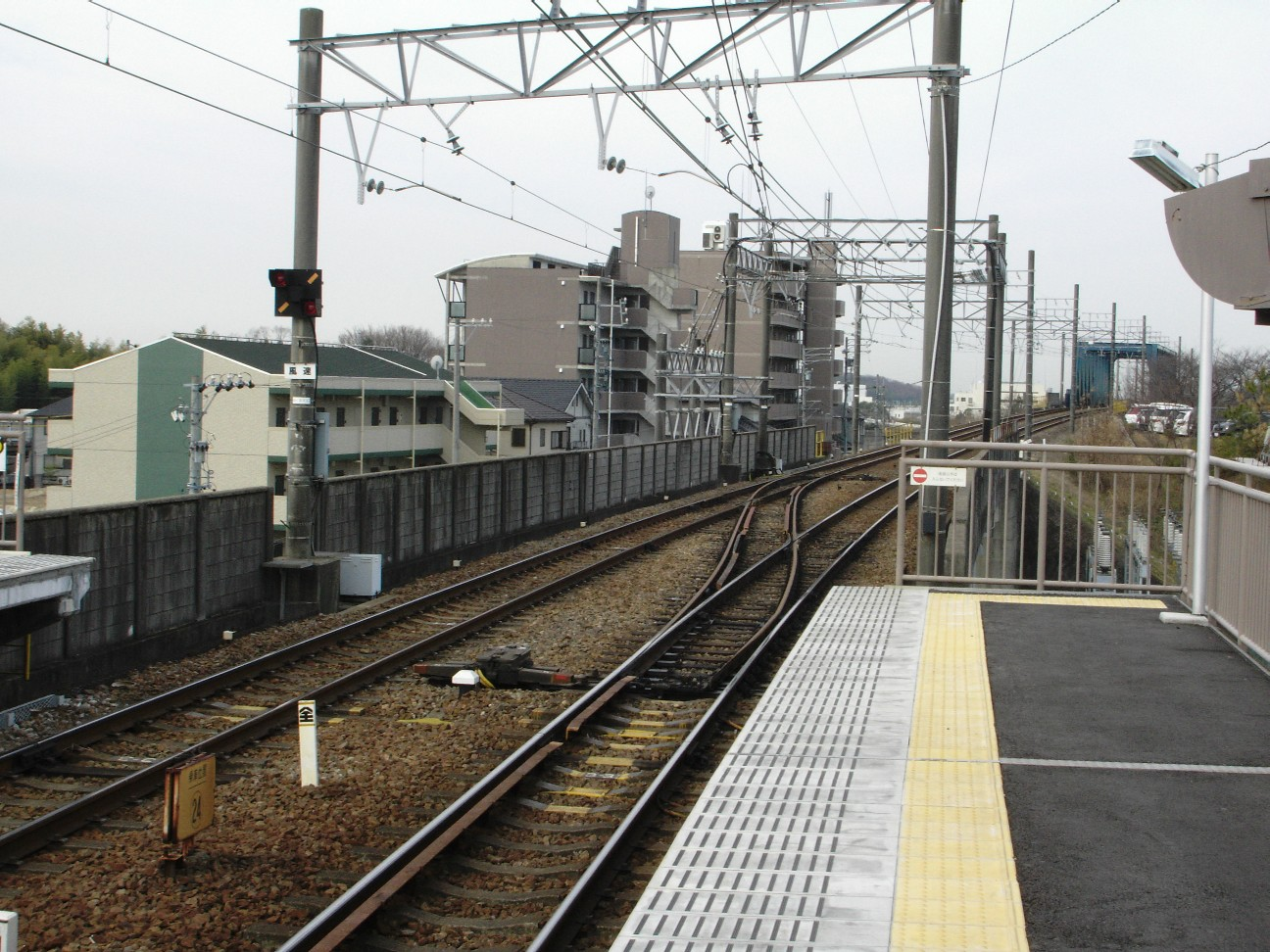
駅の西にある東名高速架道橋（奥）と渡り線（手前）
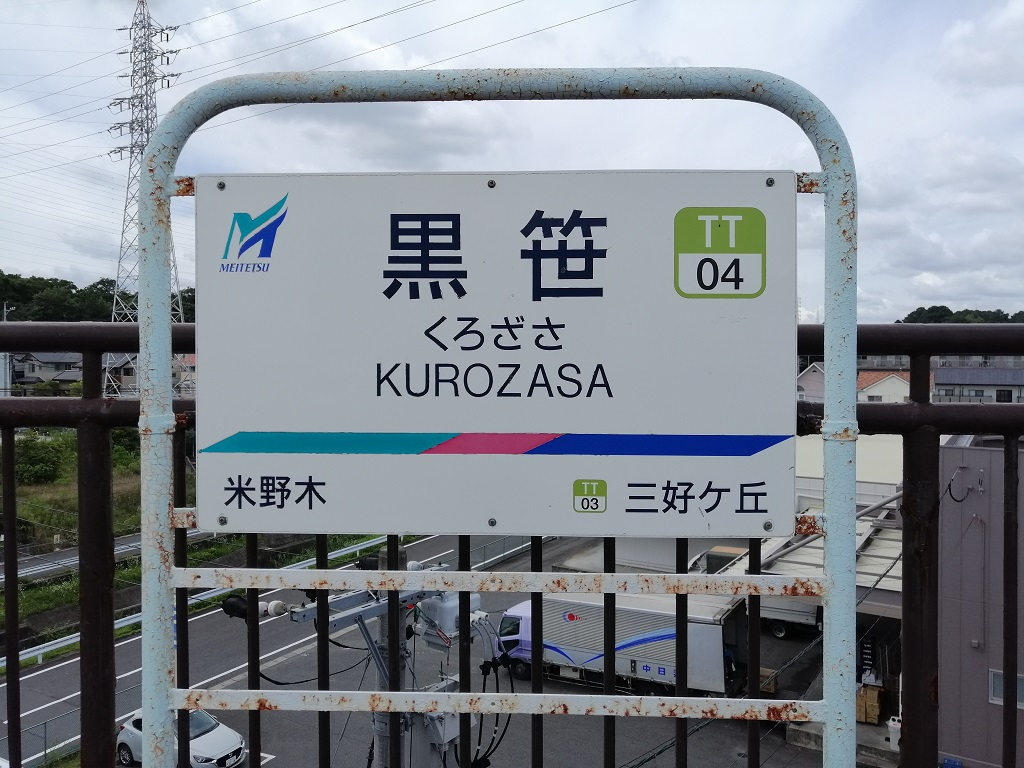
駅名標

### 配線図
| ← 赤池方面                    | 黒笹駅 構内配線略図 | → 豊田市方面 |
| 凡例 出典: 赤池方に渡り線あり |                     |              |

## 利用状況
- 『移動等円滑化取組報告書』によると、2020年度の1日平均乗降人員は2,540人である[6]。
- 『名鉄120年：近20年のあゆみ』によると2013年度当時の1日平均乗降人員は2,657人であり、この値は名鉄全駅（275駅）中159位、 豊田線（8駅）中8位であった[7]。
- 『名古屋鉄道百年史』によると1992年度当時の1日平均乗降人員は4,161人であり、この値は岐阜市内線均一運賃区間内各駅（岐阜市内線・田神線・美濃町線徹明町駅 - 琴塚駅間）を除く名鉄全駅（342駅）中111位、豊田線（8駅）中5位であった[8]。

『愛知県統計年鑑』、『みよしものしり専科』各号によると、乗車人員の推移は以下の通りである。
| 年                 | 年間乗車人員 | 年間乗車人員 | 一日平均 乗車人員 | 備考         |
| 年                 | 総数         | 定期         | 一日平均 乗車人員 | 備考         |
| ------------------ | ------------ | ------------ | ----------------- | ------------ |
| 1979（昭和54）年度 | 75831        | 32910        | 318               | 7月29日開業  |
| 1980（昭和55）年度 | 158488       | 88170        | 438               | [ 10 ]       |
| 1981（昭和56）年度 | 185504       | 102150       | 512               | [ 11 ]       |
| 1982（昭和57）年度 | 197473       | 109710       | 545               | [ 12 ]       |
| 1983（昭和58）年度 | 196760       | 113340       | 543               | [ 13 ]       |
| 1984（昭和59）年度 | 217665       | 126840       | 601               | [ 14 ]       |
| 1985（昭和60）年度 | 240032       | 147930       | 663               | [ 15 ]       |
| 1986（昭和61）年度 | 258641       | 162390       | 715               | [ 16 ]       |
| 1987（昭和62）年度 | 269093       | 169350       | 743               | [ 17 ]       |
| 1988（昭和63）年度 | 650176       | 520350       | 1801              | 愛知大学開校 |
| 1989（平成元）年度 | 632935       | 514020       | 1754              | [ 19 ]       |
| 1990（平成02）年度 | 672623       | 563040       | 1864              | [ 20 ]       |
| 1991（平成03）年度 | 689699       | 572820       | 1910              | [ 21 ]       |
| 1992（平成04）年度 | 697934       | 576780       | 1934              | [ 22 ]       |
| 1993（平成05）年度 | 754642       | 621660       | 2091              | [ 23 ]       |
| 1994（平成06）年度 | 775411       | 647130       | 2149              | [ 24 ]       |
| 1995（平成07）年度 | 802460       | 671040       | 2223              | [ 25 ]       |
| 1996（平成08）年度 | 843394       | 699960       | 2337              | [ 26 ]       |
| 1997（平成09）年度 | 877853       | 726840       | 2433              | [ 27 ]       |
| 1998（平成10）年度 | 935807       | 777480       | 2594              | [ 28 ]       |
| 1999（平成11）年度 | 979728       | 821580       | 2714              | [ 29 ]       |
| 2000（平成12）年度 | 987723       | 825630       | 2737              | [ 30 ]       |
| 2001（平成13）年度 | 1016748      | 848490       | 2818              | [ 31 ]       |
| 2002（平成14）年度 | 1030181      | 863880       | 2856              | [ 32 ]       |
| 2003（平成15）年度 | 1021695      | 842820       | 2830              | [ 33 ]       |
| 2004（平成16）年度 | 944146       | 754410       | 2616              | [ 34 ]       |
| 2005（平成17）年度 | 990401       | 763530       | 2743              | [ 35 ]       |
| 2006（平成18）年度 | 1026136      | 809160       | 2842              | [ 36 ]       |
| 2007（平成19）年度 | 1035124      | 798720       | 2865              | [ 37 ]       |
| 2008（平成20）年度 | 1108938      | 861840       | 3071              | [ 38 ]       |
| 2009（平成21）年度 | 1116855      | 873270       | 3093              | [ 39 ]       |
| 2010（平成22）年度 | 1164880      | 917820       | 3227              | [ 40 ]       |
| 2011（平成23）年度 | 1188159      |              |                   | [ 41 ]       |
| 2012（平成24）年度 | 468016       |              |                   | 愛知大学移転 |
| 2013（平成25）年度 | 482014       |              |                   | [ 41 ]       |
| 2014（平成26）年度 | 498798       |              |                   | [ 41 ]       |
| 2015（平成27）年度 | 535251       |              |                   | [ 42 ]       |
| 2016（平成28）年度 | 553948       |              |                   | [ 42 ]       |
| 2017（平成29）年度 | 571558       |              |                   | [ 42 ]       |
| 2018（平成30）年度 | 598848       |              |                   | [ 42 ]       |
| 2019（令和元）年度 | 602691       |              |                   | [ 43 ]       |

駅近くにあった愛知大学のキャンパスがささしまライブ24に移転したため、2012年（平成24年）度から急激に利用者が減少している。

## 駅周辺
駅周辺には、住宅地が広がる。駅の北東部には、三好黒笹研究開発工業団地があり、トヨタ自動車の研究所等が立地している。
なお当駅は日進市や東郷町との境界近くにあり、日進町米野木町や東郷町諸輪の一部は当駅からの徒歩圏になる。
愛知大学三好キャンパス跡地は、ミヨシミライトという名称で戸建ての団地になっている。バスがないが、2022年（令和4年）4月1日から乗合タクシーが当駅まで運航している（デマンド型、黒笹地区3 - 黒笹駅バス停）。

### 公共施設
- みよし市立黒笹公民館
- みよし市立黒笹小学校
- みよし市立黒笹保育園

### 商業施設
- ピアゴ 黒笹店
- スギ薬局 黒笹店

### スポーツ施設
- 三好カントリー倶楽部（東海クラシック開催）

### その他の施設
| - 愛知牧場 - 愛知国際病院 - 東邦高校東郷グラウンド - トヨタ自動車バイオ・緑化研究所 - 小島プレス工業黒笹技術センター - アドマテックス - トヨタルーフガーデン | - 神東アクサルタ コーティング システムズ愛知研究所 - 日本圧着端子製造名古屋技術センター・名古屋営業所 - 内浜化成黒笹工場 - 東洋化学 - 三好バスストップ - 愛知県道231号米野木莇生線 - 東名高速道路 東郷PA |

### バス路線
- さんさんバス：さつきライン

付記事項
- 愛・地球博開催時は当駅より会場行きのシャトルバス（有料）が運行されていた。

## 隣の駅
名古屋鉄道
TT 豊田線
米野木駅（TT05） - 黒笹駅（TT04） - 三好ヶ丘駅（TT03）